# Hereditet
Hereditet är ett begrepp inom livsvetenskaperna som avser hur egenskaper nedärvs från generation till generation. Det är processen genom vilken en cell eller organism förvärvar eller blir predisponerad till egenskaperna som finns hos modercellen eller organismen. Variationer kan ackumuleras och orsaka att en art utvecklas. Studier av ärftlighet i biologin kallas genetik, som omfattar området epigenetik.